# Cephalispa scutellata
Cephalispa scutellata är en tvåvingeart som först beskrevs av Malloch 1935.  Cephalispa scutellata ingår i släktet Cephalispa och familjen husflugor. Inga underarter finns listade i Catalogue of Life.